# ジュエル (曲)
ジュエルは、東山紀之&亀淵友香によるシングル。1991年9月30日発売。

## 解説
- 少年隊・東山紀之とゴスペル歌手・亀淵友香によるデュエットソング。

## 収録曲
1. ジュエル
  - 作詞：秋元康、作曲：井上ヨシマサ、編曲：中村哲
2. ジュエル（男性パート・カラオケ）
3. ジュエル（女声パート・カラオケ）
4. ジュエル（デュエット・カラオケ）